# La Diosa Coronada
La Diosa Coronada – amerykańsko-kolumbijska telenowela z 2010 roku. Wyprodukowana przez wytwórnię Telemundo i RTI Producciones. Historia oparta na faktach; Angie Sanclemente Valencia transportowała kokainę z Argentyny do Europy.
Telenowela była emitowana m.in. w Stanach Zjednoczonych przez kanał Telemundo.

## Obsada
- Carolina Guerra jako Raquel Cruz
- Arap Bethke jako Genaro Castilblanco
- Jonathan Islas jako Kevin
- Carolina Gaitán jako Valeria
- Rodolfo Valdés jako Darío
- Carlos Humberto Camacho jako Roger
- Margarita Reyes jako Kathya
- Luces Velasquez jako Matilde
- Alberto Palacio jako Don Neron
- Valentina Lizcano jako Adelaida
- Jhon Mario Rivera jako Guzmán
- Angeline Moncayo jako Zulma
- Katherine Porto jako Norida Beltrán
- Giovanni Galindo jako Ernesto „Siniestro”
- Pedro Falla jako Capitán Castro